# Gheorghe Georgescu (cercetător și profesor universitar)
Gheorghe Georgescu (n. 10 iunie 1932, Poiana Lacului, România – d. 13 martie 2011, București, România) a fost un inginer, cercetător român în domeniul științelor zootehnice, profesor universitar, membru titular al Academiei de Științe Agricole și Silvice „Gheorghe Ionescu Șișești”. 

## Biografie
A fost cel mai mic din cei patru fii ai Ilenei (născută Dincă) și al lui Ion (al șaptelea copil al preotului Ion G. Stoica). Provine dintr-o familie din Poiana Lacului, Argeș, cu rădăcini din secolul al XIX-lea, care numără „proprietari funciari, preoți, funcționari de stat, cadre didactice, medici, juriști, cercetători științifici, manageri, publiciști, donatori comunitari”. Încă din copilărie a manifestat interes și grijă pentru animale, îndeosebi pentru cai, pe care îi îngrijea cu afecțiune și un dezvoltat simț al datoriei, ceea ce a constituit punctul de plecare în alegerea profesiei. 

Cei trei frați au fost Florian Georgescu, Ștefan Georgescu și Pion Georgescu (decedat în 1953, în perioada studenției). A fost căsătorit cu Lucia-Aurelia Pulca (căs. 1964-2011), care a fost medic pediatru. Fiul lor, Dan Georgescu, medic psihiatru (medic-șef și director al unei clinici de psihiatrie, președinte al mai multor societăți medicale din Elveția), are doi copii, Lena Georgescu (studentă, Mare Maestră a Șahului Feminin și Maestru FIDE, multiplă campioană la șah a Elveției) și Dinu Georgescu (student). 

## Studii
A studiat la Școala Normală de Învățători „Carol I” din Câmpulung Muscel, ulterior Liceul Pedagogic „Carol I”, în prezent Colegiul Național Pedagogic „Carol I", pe care l-a absolvit în 1951, cu rezultate foarte bune. 

Între 1951 și 1955, și-a continuat studiile la Facultatea de Zootehnie a Institutului  Agronomic „Nicolae Bălcescu” din București, în prezent Universitatea de Științe Agronomice și Medicină Veterinară din București. Ca student, a dovedit interes pentru cercetare, conducând un cerc științific al studenților, în cadrul căruia a prezentat diferite teme de cercetare. În anul 1955, după susținerea Examenului de Stat, a obținut diploma de inginer zootehnist, cu mențiunea „Foarte bine”. 

A absolvit, de asemenea, Institutul Politehnic București, în prezent Universitatea Politehnica din București, în anul 1961, cu media generală 10, obținând diploma de inginer economist. 
Și-a început stagiul de doctorat, desfășurat în perioada 1964-1968, la Academia Timiriazev din Moscova și l-a continuat la Institutul Agronomic din Cluj-Napoca, în prezent Universitatea de Științe Agricole și Medicină Veterinară din Cluj-Napoca, unde a obținut, în 1969, titlul de Doctor în agronomie, cu teza Cercetări asupra caracteristicilor de bază și perspectivele de ameliorare și consolidare a Taurinelor roșii dobrogene.

A efectuat stagii de specializare și documentare în profil zootehnic, îndeosebi în domeniul creșterii taurinelor și bovinelor, la Institutul Agronomic din Koșițe, Cehoslovacia (1963) și la Academia Timiriazev din Moscova (1964). Între 1974-1976 a studiat, ca profesor la Universitatea Națională din Zair, creșterea animalelor în zona tropicală – Zair, Uganda, Burundi. Documentările efectuate ulterior au vizat cunoașterea realizărilor de vârf din domeniul zootehniei, îndeosebi al creșterii taurinelor, în Belgia, Olanda (1975), Suedia (1975), Danemarca (1976), Franța, Germania (1975-1976), Elveția (1995-1998), precum și cunoașterea problemelor cercetării zootehnice și învățământului universitar de specialitate în Franța, Spania, Italia, Belgia, Portugalia, Egipt (1997-2000).

## Activitatea didactică, funcții și responsabilități
A desfășurat o bogată și apreciată activitate didactică timp de peste 50 de ani, în cadrul Universității de Științe Agronomice și Medicină Veterinară (USAMV) din București, unde a ocupat, prin concurs, toate gradele ierarhiei universitare: preparator, asistent și șef de laborator  (1955-1967), șef de lucrări (1967-1970), conferențiar (1970-1974; 1976-1992), profesor (1992-2003), profesor consultant (2003-2011). De-a lungul carierei, a predat Tehnologii de creștere și exploatare a bovinelor și cabalinelor, Filiera laptelui, Creșterea bubalinelor.
În anul 1988 a devenit conducător de doctorat, iar în 1990, cercetător științific principal gradul I. 

A fost, de asemenea, redactor-șef de secție la Editura Didactică și Pedagogică (1968-1971) și membru în colegii de redacție  ale  unor reviste specializate (Analele USAMV – Seria Zootehnie, Agricultorul Român, Revista Crescătorului de Taurine, Revista Bioterra etc.). 

Preocupat de dezvoltarea interesului pentru cercetare al celor mai buni studenți, a înființat și condus, timp de peste 30 de ani, cercuri științifice studențești ai căror participanți au obținut, în cadrul confruntărilor naționale, numeroase diplome și premii. În același timp, a îndrumat peste 200 lucrări de licență și dizertații, a condus peste 30 teze de doctorat, a recenzat peste 60 de teze în profil zootehnic, participând, astfel, la formarea profesională a numeroși specialiști în domeniul zootehniei și medicinei veterinare. 

A îndeplinit, timp de 20 de ani, funcția de șef de catedră  –  Catedra de Tehnologii Management, Coordonare și Control (1972-1974, 1977-1978, 1980-1990, 1992-2000) contribuind la  promovarea în rândul cadrelor didactice a celor mai valoroși absolvenți care au manifestat aptitudini și interes pentru activitatea științifică. A participat, în acest fel,  la dezvoltarea colectivului catedrei (care era redus în 1992, când a reluat conducerea), lărgindu-l la 55 de cadre didactice, dintre care 80% tineri. 

În perioada 1991-1992, a fost șeful laboratorului „Tehnologii de exploatare” din Institutul de Cercetări pentru Creșterea Bovinelor Balotești, apoi șeful programului de tehnologii (1992-1997) din același institut. Între 1997-2000 a îndeplinit funcția de director al Stațiunii Didactice - Experimentale Belciugatele, unde „depunea o mare pasiune pentru a crea un loc cât mai eficient de instruire practică pentru studenți” introducând unele dintre cele mai noi tehnologii de exploatare a taurinelor din țară. De asemenea, a creat mai multe laboratoare tehnologice în cadrul USAMV - București, dotate cu mijloace moderne, activitate pentru care a fost premiat și i s-au conferit numeroase distincții.  

Între 1974-1976, a predat la Universitatea Națională din Zair (UNAZA), unde a obținut, în 1975, titlul de profesor universitar al Facultății de Științe Agronomice, acordat de Consiliul Universității UNAZA.

În perioada 1990-1994, a fost decan al Facultății de Științe Zootehnice din cadrul  Universității Athenaeum, iar între 1998-1999, decan al Facultății de Inspecție și Legislație Fitosanitară și Zoo-Veterinară din cadrul Universității Bioterra. De asemenea, a deținut funcția de prorector al Universității Bioterra (1994-1998).  
 Totodată, a fost expert al Agenției Naționale de Reproducție și Ameliorare în Zootehnie (1993), președinte al secției de taurine din Societatea Română de Zootehnie, membru în Consiliul științific și vicepreședinte al Fundației Fermierul, membru al Fundației Bioterra etc. 

Între alte funcții și responsabilități deținute se numără cele de expert al Curții Financiare (1970-1974), expert al Ministerului Justiției (1992-1994), Consilier în Ministerul Agriculturii și Alimentației, expert al Ministerului Agriculturii – C.N.R.S.A. (1993-1996), membru al Consiliului Superior al Agriculturii și Industriei Alimentare și vicepreședinte al Consiliului Superior Zootehnic, expert al Ministerului Învățământului privind Cooperarea Internațională în Învățământul Liceal, expert evaluator al Ministerului Educației și Cercetării (2001).

## Activitatea științifică și publicistică
Gheorghe Georgescu, „eminent om de știință și dascăl”, a publicat  –  în calitate de autor, coordonator și colaborator – peste 450 lucrări științifice, totalizând mii de pagini: cărți, monografii, tratate, cursuri universitare și îndrumătoare de lucrări practice, manuale pentru învățământul liceal și profesional, broșuri de popularizare, studii, articole în reviste de specialitate, comunicări științifice, recenzii etc. 

Dintre lucrări, în afara cărților, monografiilor și studiilor, „sunt de remarcat tratatele de specialitate deosebit de valoroase pe care le-a publicat ..., a căror originalitate au la bază munca desfășurată în cercetarea științifică, multiplele specializări și munca la catedră.”  
Între responsabilitățile științifice, s-a numărat și cea de director coordonator al programului TEMPUS (1996-2000), în cadrul Universității Agricole de Științe Agronomice și Medicină Veterinară din București. Totodată, a coordonat ample proiecte de cercetare, desfășurate prin programe naționale și internaționale (1992-1997) și a realizat numeroase lucrări prin contracte cu institute de cercetare. De asemenea, a prezentat comunicări la numeroase reuniuni științifice naționale și internaționale (București, Cluj-Napoca, Iași, Chișinău, Viena, Lisabona, Treviso etc.), unele privind istoria genetică și performanțele productive ale rasei Bălțată cu negru românească, dinamica structurii de reproducție a populației active de rasă BNR etc. 

## Contribuții
Gheorghe Georgescu a realizat cercetări complexe sub raport genetic, biochimic și fiziologic-productiv, contribuind la cunoașterea genofondului raselor autohtone de bovine și cabaline, la conservarea fondului genetic al unor rase de animale ca Sură de stepă, cai locali etc. Totodată, a elaborat și coordonat științific programele de ameliorare a efectivelor de animale din fermele de elită, în special în zona de câmpie și subcarpatică a țării, contribuind la îmbunătățirea tehnologiilor de creștere, exploatare și ameliorare a bovinelor și cabalinelor. De asemenea, a efectuat cercetări diversificate în domeniul alimentației bovinelor și cabalinelor, care au vizat optimizarea nivelului, structurii, tipului și tehnologiei de hrănire, aducând o contribuție apreciată la elaborarea și producerea unor rețete de nutrețuri combinate pentru tineretul cabalin și bovin. În același timp, a elaborat și coordonat studii privind calitatea producției de lapte și de carne sub raport nutrițional și igienic și a participat la proiectarea și realizarea unor module de ferme cu tehnologii moderne pentru creșterea vacilor de lapte. 

Prin întreprinderea unor cercetări ample și complexe, a contribuit la formarea și omologarea de noi rase de bovine – Bălțată cu negru românească și cabaline – Semigreul românesc, asigurând informațiile științifice și prezentând referatele de omologare a acestora. Între numeroasele lucrări realizate, se numără monografii privind rasele și sistemele de exploatare la bovine și cabaline, precum și ample tratate de specialitate pe care le-a coordonat, larg cunoscute ca lucrări de referință în domeniu, care au condus la realizarea unor progrese importante în domeniul creșterii animalelor în România.  

## Publicații (listă selectivă)
Cărți, monografii, lucrări didactice și tehnice (selecție)
- Metode noi de creștere a taurinelor de lapte și carne. București: Editura Agro-Silvică, 1963.
- Sisteme noi de întreținere a taurinelor. București: Editura Agro-Silvică, 1964.
- Zootehnia României. Vol. II: Bovine, în colab. cu V. Gligor et al. București: Editura Academiei R.S.R., 1973, 546 p.
- Zootehnia României. Vol. IV : Cabaline,  în colab. cu T. Suciu et al. București: Editura Academiei R.S.R., 1975, 420 p.
- Tehnologia creșterii cabalinelor și echitație, în colab. cu V. Ujica et al. București: Editura Didactică și Pedagogică, 1982, 308 p.
- Tehnologia creșterii taurinelor, în colab. cu I. Miriță et al. București: Editura Didactică și Pedagogică, 1982, 354 p.
- Tehnologia creșterii bovinelor, în colab. cu C. Velea et al. București: Editura Didactică și Pedagogică, 1990, 330 p.
- Alimentația  rațională a animalelor de lapte, în colab. cu Gh. Mărginean și I. Călin, București: Editura Ceres, 1998, 244 p.
- Alimentația vacilor și bivolițelor de lapte. București: Editura Ceres, 2003.
- Analiza laptelui și a produselor lactate, în colab. cu Elena Militaru. București: Editura Ceres, 2003, 255 p.
- Cartea producătorului și procesatorului de lapte, vol. I, în colab. cu Gh. Mărginean și M. Petcu. București: Editura Ceres, 2003, 752 p.
- Cartea producătorului și procesatorului de lapte, vol. IV. Cunoașterea și procesarea laptelui, în colab. cu C. Banu și Gh. Mărginean. București: Editura Ceres, 2005, 520 p.
- Creșterea tineretului femel de prăsilă pentru producția de lapte, în colab. cu Gh. Mărginean. București: Editura Agrotehnica, 2005.
- Cartea producătorului și procesatorului de lapte, Vol. II, în colab. cu Gh. Mărginean și M. Petcu. București: Editura Ceres, 2007, 751 p.
- Performantele productive ale populațiilor de bubaline din România, în colab. cu Livia Vidu. București: Editura Ceres, 2007.
- Exploatarea ecologică a vacilor și bivolițelor de lapte, în colab. cu I. Răducuță. București: Editura Ceres, 2007.
- Îngrășarea și valorificarea bubalinelor pentru producția de carne, în colab. cu Livia Vidu. Buzău: Editura Alpha MDN, 2008.
- Managementul producerii laptelui de calitate, în colab. cu Gheorghe Mărginean și Nela Caragea. București: Editura ASAB, colecția Siguranța alimentară, 2011, 336 pag.

Coordonator – Cărți, monografii, tratate (selecție)
- Tehnologia creșterii bovinelor, în colab. cu Gh. Băia et al. București: Editura Didactică și Pedagogică, 1982, 354 p.
- Cartea fermierului. Creșterea taurinelor, în colab. cu N. Curelariu et al. București: Editura Ceres, 1983, 432 p.
- Tehnologia creșterii cabalinelor, coord. în colab. cu Emil Petrache. București: Editura Ceres, 1990, 280 p.
- Tratat de creștere a bovinelor. Vol. I, în colab. cu Gh. Burlacu et al. București: Editura Ceres, 1988, 492 p.
- Tratat de creștere a bovinelor. Vol. II, în colab. cu I. Fișteag  et al. București: Editura Ceres, 1989, 324 p.
- Tratat de creștere a bovinelor. Vol. III, în colab. cu V. Temișan et al. București: Editura Ceres, 1995. 485 p.
- Tratat de creștere a bovinelor. Volumul IV Ameliorare. Partea I,  în colab. cu Gh. Mărginean și I. Vintilă. București: Editura Ceres, 1998, 410 p.
- Tratat de producerea, procesarea și valorificarea cărnii, în colab. cu Gh. Banu et al. București: Editura Ceres, 2000, 940 p.
- Laptele și produsele lactate, în colab. cu Gh., Mărginean et al.  București: Editura Ceres, 2000, 395 p.
- Monografia rasei Bălțată românească, în colab. cu C. Velea et al. București: Editura Tritronic, 2001, 262 p.
- Monografia creșteri bubalinelor din România și pe plan mondial, coord. în colab. cu Livia Vidu et al. București: Editura Ceres, 2008, 720 p.

Colaborator – Dicționare enciclopedice (selecție)
- Dicționar enciclopedic de zootehnie – Bovine, Cabaline, sub redacția Ion Dinu. București: Editura Ceres, 1982, 683 p.
- Mic dicționar enciclopedic (partea de zootehnie). București: Editura Științifică și Enciclopedică, 1986, 1.908 p.

Lucrări didactice (selecție)
Cursuri, manuale, îndrumătoare de lucrări practice pentru învățământul superior, liceal și profesional
- Creșterea cabalinelor, manual pentru licee agricole, anul IV. București: Editura Ceres, 1973.
- Îndrumător de lucrări practice la Tehnologia creșterii bovinelor, în colab. cu N. Curelariu. București: AMD, IANB, 1973.
- Creșterea echinelor. București: AMD, IANB, 1974.
- Amélioration des bovins. Kisangani: Presses universitaires, 1975.
- Alimentation des animaux domestiques. Kisangani: Presses universitaires, 1975.
- Alimentation des taurins. Kisangani: Presses universitaires, 1975.
- L’élévage des bovins, Vol. I. Kisangani : Presses universitaires, 1976.
- L’élévage des bovins, Vol. II. Kisangani : Presses universitaires, 1976.
- L’élévage des bovins, Vol. III. Kisangani : Presses universitaires, 1976.
- Tehnologia creșterii și exploatării cabalinelor, manual pentru liceele agroindustriale, clasa a XII-a (în colab.). București: Editura Ceres, 1979.
- Îndrumător de lucrări practice la Tehnologia creșterii bovinelor. Vol. I,  în colab. cu N. Curelariu. București: AMD, 1982.
- Îndrumător de lucrări practice la Tehnologia creșterii bovinelor. Vol. II, în colab. cu N. Curelariu. București: AMD, 1983.
- Tehnologia creșterii animalelor domestice. Clasa a XII-a. Manual pentru liceele agroindustriale, în colab. cu A. Băcilă și V. Sârbulescu. București: Editura Ceres, 1988, 286 p.
- Îndrumător de lucrări practice pentru exploatarea cabalinelor, în colab. cu  Gh. Mărginean și M. Maftei. București: Editura Agrotehnica, 2005.
- Îndrumător pentru creșterea tineretului taurin femel de prăsilă, în colab. cu Gh. Mărginean. București: Editura Ceres, 2006.
- Introducere în zootehnie. București: Ed. Atheneum, 1991.
- Zootehnie generală, în colab. cu I. Zăvoi. București: Ed. Bioterra,1991.
- Etologie, în colab. cu Jeana Murat și Isan Murat. București: USAMV, 1996.

Studii, articole și comunicări științifice (selecție)
- „Cercetări privind legătura între tipurile de transferine și producția de lapte”, în colab. cu D. Popovici, Studii și cercetări de biologie, Seria Zoologie, Tomul XXI, Nr. 6, Editura Academiei, București, 1969.
- „Cercetări asupra unor constante biochimice și corelația lor cu aptitudinile de viteză la calul Trăpaș românesc”, în colab. Lucrări științifice IANB, Seria D, vol. XIV, Editura Agro-Silvică, București, 1971.
- „Cercetări asupra corelațiilor fenotipice privind estimarea precoce a producțiilor de lapte la taurine”, în colab. Lucrări științifice IANB, Seria D, vol. XV, Editura Agro-Silvică, București, 1972.
- „Rezultate obținute în încrucișarea vacilor de rasă Brună în zona subcarpatică meridională a țării noastră cu tauri din rasă Friză”, în colab. Simpozion științific Metode noi de sporire a producției la animale, Iași, 1977.
- „Studiul corelațiilor fenotipice și genotipice între viteză și principalele dimensiuni corporale la cal”, în colab. Lucrări științifice IANB, Seria D, vol. XX-XXI, București, 1979.
- « Recherches sur certains paramètres de croissance énergétique et de reproduction de la race Pur-sang anglais », în colab., Bulletin de l’Académie de Sciences agricoles et forestières, No 11, Bucarest, 1982.
- « Résultats sur la formation d’une nouvelle race de chevaux de trait : le cheval demi-lourd roumain », în colab., Bulletin de l’Académie de Sciences agricoles et forestières, No 13, București, 1982.
- „Cercetări privind valoarea și variația indicilor fiziologici în raport cu intensitatea efortului la calul de tracțiune”, în colab., Lucrări științifice IANB, Seria D, vol. XXVII, București, 1984.
- „Cercetări asupra capacității energetice a calului Semigreu românesc”, în colab., Lucrări științifice IANB, Seria D, vol. XXVII, București, 1984.
- „Cercetări privind nivelul ameliorării taurinelor de rasă Brună din zona Subcarpatică a Munteniei”, în colab., Lucrări științifice IANB, Seria D, vol. XXVIII, București, 1985.
- „Studiul procesului de creștere la calul Semigreu românesc, corelat cu unii factori de influență”, în colab., Lucrări științifice IANB, Seria D, vol. XXVIII, București, 1985.
- „Cercetări privind heritabilitatea caracterelor somatometrice și energetice la calul Semigreu românesc de Bărăgan”, în colab., Lucrări științifice IANB, Seria D, vol. XXVIII, București, 1985.
- „Cercetări privind optimizarea duratei de exploatare la vacile de rasă BNR”, în colab., Lucrări științifice IANB, Seria D, vol. XXXI, Zootehnie, București, IANB, 1988.
- „Cercetări privind cunoașterea genofondului rasei Sură de stepă”, în colab., Lucrări științifice IANB, Seria D, vol. XXXII, București, 1989.
- "Feed Utilisation Efficiency in Young Horses", în colab., Arhiva zootehnică, vol. II, 1990.
- „Studiul indicatorilor de reproducție la calul semigreu de Bărăgan”, în colab. cu Gh. Mărginean, Lucrări științifice IANB, Seria D, vol. XXXII-XXXIV, Zootehnie București, IANB, 1990-1991.
- "Study on the energy and protein metabolism in horses", în colab. cu Gh. Burlacu et al.,  Archives of Animal Nutrition, Vol. 45, 1993 Harw. Acad. Publ. GmbH Printed, 1993.
- "Researches regarding growing fodder convertion and quantity parameters of meat production for intensive fattened young bulls of different races", în colab., Bulletin of Sientific Information (Bioterra), 6/1996.
- "A study on fattening and carcass quality within young buffalo", în colab. cu Gh. Burlacu et al., Bulletin of Sientific Information (Bioterra), 6/1996.
- „Probleme actuale ale creșterii cailor de rasă în România”, în colab. cu L. Blaga, Revista de zootehnie nr. 5/2000.
- „Cercetări privind aptitudinile de carne ale tăurașilor de rasă BR îngrășați intensiv”, în colab. cu  I. Călin și Livia Vidu, Lucrări științifice, USAMV, Bucureștii, 2001.
- „Bubalinele – animale eminamente ecologice”, în colab. cu Livia Vidu. Revista de Zootehnie, anul VI, nr. 4, decembrie, Iași, 2009.

Afilieri – Asociații ștințifice și profesionale naționale și internaționale
Membru fondator și președinte: 

- Secția de Taurine a Societății Române de Zootehnie
Membru fondator și vicepreședinte:
 - Fundația Bioterra 
Membru fondator: 

- Fundația pentru Agricultură și Protecția Naturii „Casa Fermierului” 

- Fundația Universitară CERA pentru Dezvoltare Agricolă și Rurală

- Asociația Generală a Crescătorilor de Taurine din România

- Societatea Națională de Încurajare a Creșterii Cailor 
Membru: 

- Fundația Athenaeum 

- Asociația de Creștere a Rasei Holstein-Friză 

- Federația Europeană de Zootehnie 

- Asociația Mondială a Crescătorilor de rasă Simmental   
Brevete
Brevet de invenție nr. 106647 din 30.10.1995 – „Nutreț combinat pentru furajarea tineretului cabalin”  
Apreciere
Titluri academice
- Membru corespondent al Academiei de Științe Agricole și Silvice „Gheorghe Ionescu Șișești” (1991)

- Membru titular al Academiei de Științe Agricole și Silvice „Gheorghe Ionescu Șișești” (2002)

- Doctor Honoris Causa al Universității Bioterra  –  București (2000)
Premii științifice

- Laureat al premiului „Traian Săvulescu” al Academiei Române (1991)

- Laureat al premiului „N. Teodoreanu” al Academiei de Științe Agricole și Silvice „Gheorghe Ionescu Șișești” pentru lucrarea Cartea producătorului și procesatorului de lapte, vol. I, în colab., 2003 

- Laureat al „Premiului pentru cartea de științe agricole” al Ministerului Culturii (1995)

- Laureat al Premiului „Gheorghe K. Constantinescu” al Academiei de Științe Agricole și Silvice „Gheorghe Ionescu Șișești” pentru lucrarea Monografia creșterii bubalinelor în România și pe plan mondial, în colab. (2009) 
Distincții și diplome
- Distincție de Profesor evidențiat conferită de Ministerul Învățământului din România (1985)  

- Diplomă de onoare, conferită de Ministerul Agriculturii și Alimentației – C.N.A.R.A (1995)

- Diplomă de onoare, conferită de Universitatea Agronomică și Medicină Veterinară, Iași (1996)

- Diplomă de excelență conferită de Universitatea Bioterra  –  București (2000)

- Diplomă de excelență conferită de Universitatea de Științe Agronomice și Medicină Veterinară „Ion Ionescu de la Brad” din Iași. 

În semn de recunoaștere a contribuției la dezvoltarea zootehniei românești, un amfiteatru al Universității de Științe Agronomice și Medicină Veterinară din București poartă numele „Gheorghe Georgescu”.